# Madea's Big Happy Family
Série Madea (en)
I Can Do Bad All by Myself
(2009) Madea : Protection de témoins
(2012)
Pour plus de détails, voir Fiche technique et Distribution.
Madea's Big Happy Family est un film américain réalisé par Tyler Perry et sorti en 2011. 
Adapté de la pièce de théâtre du même nom (en) de Tyler Perry, il s'agit du sixième film mettant en vedette le personnage de Madea (en).

## Synopsis
Madea est inquiète de la santé de sa nièce Shirley et décide de réunir sa famille.

## Fiche technique
- Titre : Madea's Big Happy Family
- Réalisation : Tyler Perry
- Scénario : Tyler Perry d'après sa pièce de théâtre
- Musique : Aaron Zigman
- Photographie : Toyomichi Kurita
- Montage : Maysie Hoy
- Production : Roger M. Bobb, Reuben Cannon, Tyler Perry et Mark E. Swinton
- Société de production : The Tyler Perry Company
- Société de distribution : Lionsgate (États-Unis)
- Pays :  États-Unis
- Genre : Comédie dramatique
- Durée : 106 minutes
- Dates de sortie : 
  -  États-Unis : 22 avril 2011

## Distribution
- Tyler Perry : Madea / Joe / lui-même
- Loretta Devine : Shirley
- Cassi Davis : tante Bam
- Shannon Kane : Kimberly
- Isaiah Mustafa : Calvin
- Natalie Desselle Reid : Tammy
- Rodney Perry : Harold
- Tamela J. Mann : Cora
- David Mann : Brown
- Shad Moss : Byron
- Teyana Taylor : Sabrina
- Lauren London : Renee
- Steven Wash Jr. : H. J.
- Nicholas Milton : Will
- Benjamin 'LB' Aiken : C. J.
- Philip Anthony-Rodriguez : Dr. Evans
- Maury Povich : lui-même

## Accueil
Le film a reçu un accueil mitigé de la critique. Il obtient un score moyen de 45 % sur Metacritic.